# Богумиловская улица
Богуми́ловская улица — улица в городе Ломоносове Петродворцового района Санкт-Петербурга. Проходит от улицы Красного Флота до Заводского переулка. Далее продолжается Заводским переулком.
Название известно с 1910 года. Происходит от располагавшейся здесь усадьбы Богумиловка, которая принадлежала генерал-лейтенанту Данилову. Название усадьбы, вероятно, объясняется красивым местом её расположения («богу милая») на краю Литоринового уступа с видом на Финский залив.
В настоящее время состоит из двух разорванных фрагментов. 200-метровый начальный отрезок представляет собой асфальтированный внутриквартальный проезд, необходимый для жителей домов 13 и 15 (нумерация по Богумиловской улице начинается с дома 13). Далее до Ораниенбаумского проспекта идёт тропа. Затем на всём оставшемся протяжении улица имеет грунтовое покрытие.

## Перекрёстки
- улица Красного Флота
- безымянный спуск к Дворцовому проспекту и переезду